# I pugnalatori
I pugnalatori è un saggio storico pubblicato da Leonardo Sciascia nel 1976. La ricostruzione storica verte attorno ad una strana serie di delitti che avvenne a Palermo durante la notte del 1º ottobre 1862. In tredici luoghi diversi della città tredici persone tra loro sconosciute vennero pugnalate contemporaneamente suscitando grande clamore e mistero nella città.

## Trama
Il saggio ricostruisce il processo condotto da Guido Giacosa, onesto magistrato piemontese appena giunto in Sicilia, che svelerà alcuni dei retroscena di un complotto neoborbonico, teso a destabilizzare la situazione del nascente Stato italiano. Il testo è permeato dal pensiero dello scrittore, che molto spesso ha subito l'influenza dei misteri dell'Italia e della Sicilia. 
Sciascia, nel ripercorrere l'intera vicenda, scrutina la validità dell'impianto accusatorio, con il quale il magistrato piemontese Giacosa indicò nel principe di Sant'Elia e in alcuni ecclesiastici i responsabili di quella vicenda di cronaca: elencando gli innumerevoli elementi indiziari - ma anche i moventi che possono aver indotto i vertici politici dell'epoca a contentarsi di un processo ai soli esecutori del delitto - il saggio termina con la frase di Francesco Crispi sui gravi fatti di Palermo: "Penso che il mistero continuerà e che giammai conosceremo le cose come veramente sono avvenute".

## Edizioni
- Leonardo Sciascia, I pugnalatori, Adelphi, 2003,  p. 108, ISBN 88-459-1751-7.